# ひまわり (星村麻衣の曲)
「ひまわり」は、星村麻衣の楽曲。彼女の5枚目のシングル。2004年6月9日にソニー・ミュージックアソシエイテッドレコーズから発売された。

## 解説
前作「ビリーヴァー」から約半年ぶりのリリース作品で、星村の2004年唯一の新作。初回生産盤には特製ブックマークが封入。また、初回生産盤のみレーベルゲートCD2でリリースされた。
前々作「GET HAPPY」から3作連続のテレビドラマ主題歌となった。

## 収録曲
1. ひまわり [5:09]
作詞：星村麻衣/前田たかひろ 作曲：星村麻衣 編曲：井上うに
EX系テレビドラマ『電池が切れるまで』主題歌。
2. 足跡 [4:16]
作詞/作曲：星村麻衣 編曲：井上うに
3. Your Dream (PIANO GANG STAR Live Version) [5:44]
作詞/作曲：星村麻衣
2ndシングル「Cherish」のカップリング曲「Your Dream」のライブバージョン。

## 収録アルバム
- Joyful (#1)
- PIANO&BEST (#1)